# عزیه نوری
عزیه نوری خواهر ناتنی میرزا حسینعلی نوری (بهاءالله) و میرزا یحیی نوری است که در زمان محبوس بودن طاهره قرةالعین در تهران با او در تماس بود. او پس از دعوی ظهور موعود بیان توسط میرزا حسینعلی نوری (۱۸۶۳میلادی) جانب میرزا یحیی نوری ملقب به صبح ازل را گرفت و پیرو آیین بیانی باقی‌ماند. به واسطهٔ او بهاءالله و خانواده اش با برخی مشکلات روبرو شدند. وی در پاسخ به مکاتبات برادر زاده‌اش عباس افندی، اقدام به تهیه یک ردیه بر ادعای بهاءالله نمود. بعدها این ردیه در کتابی به نام تنبیه النائمین درج شد. محتوای این اثر تقریباً به‌طور کلی ساختگی و شامل روایت‌های افتراآمیز در بارهٔ زندگی بهاءالله است.

#### زندگی‌نامه
عزیه با نام شاه سلطان خانم ثمرهٔ ازدواج عباس نوری (میرزا بزرگ) و همسر سوّمش کلثوم خانم بود. او حدود سال‌های ۱۸۱۰–۱۱ میلادی به دنیا آمد و در تهران بزرگ شد. او بزرگ‌ترین دختر میرزا بزرگ بود، و سواد خواندن و نوشتن داشت. او دارای یک برادر تنی به نام رضا قلی و یک خواهر به نام فاطمه سلطان خانم بود. عزیهٔ به واسطهٔ ضدیّت با بهاءالله و پشتیبانی از برادر ناتنی دیگرش یحیی ازل، که هیجده سال از او کوچکتر بود، شهرت یافت. او بر بسیاری خواهران و برادرانش قدرت داشت و بر روند وقایع مرتبط با آن‌ها و فرزندانشان، به ویژه کسانی که در تهران و نور زندگی می‌کردند تأثیرگذار بود. به طوریکه به بهاءالله و فرزندان وی صدماتی وارد نمود. فامیل او را با عنوان خانم بزرگ و حاج عمه خانم می‌خواندند. او هرگز ازدواج نکرد و تعلق خاطری مادرانه به میرزا یحیی داشت. ازلی‌ها او را به نام عزیّه به معنای با قدرت و قابل احترام می‌نامند. جامعهٔ ازلی تا آنجا پیش رفتند که کتابی در انکار بهاءالله نوشتند و آن را به نام عزیّه نوری رواج دادند.

#### خواهران بهاءالله
بهاءالله هشت خواهر تنی و ناتنی داشت. شاه سلطان خانم - مسن تر از بهاءالله و معروف به خانم بزرگ، تنها خواهر ناتنی بود که برضد بهاءالله قیام کرد و به گفتهٔ بهاءالله باعث رنج و اندوه فراوان او شد. بهاءالله در یکی از آثارش از خداوند می‌خواهد که عزیّه را به سوی خود برگرداند.

## تنبیه النائمین
تنبیه النائمین نام کتابی است که با همکاری میرزا احمد امین الاطباء رشتی، میرزا مصطفی کاتب، شیخ محمد مهدی شریف کاشانی، و شیخ مهدی بحرالعلوم کرمانی نوشته شد. این کتاب به کوشش سید مقداد نبوی رضوی در سال ۱۳۵۹ خورشیدی توسط انتشارات نگاه معاصر با شابک ۹۸۷-۹۶۴-۹۹۴۰-۳۰-۴ به چاپ رسید. ازلی‌ها این کتاب را در رد ادعای بهاءالله نوشتند و به نام عزیه نوری منتشر کردند. به گفتهٔ ملک خسروی این کتاب نوشتهٔ میرزا احمد امین الاطبای رشتی است. این کتاب در ۳ بخش- نامه عبدالبهاء به عمهٔ ناتنی و ازلیش شاه سلطان خانم مشهور به عِزیه خانم؛ پاسخ وی به عبدالبهاء، مشهور به رسالهٔ عمّه؛ و در انتها موعظه‌ای از نویسنده‌ای ازلی شیخ احمد روحی کرمانی می‌باشد. این کتاب، با کتاب دیگری با همین عنوان متفاوت است. تنبیةالنائمین دیگری نوشتهٔ سلطان محمد بیدختی گنابادی (۱۳۲۷–۱۴۲۷ق) مشهور به سلطان علیشاه است، و در موضوع خواب به نگارش درآمده و به مناسبت صدمین سالگرد درگذشت نویسنده منتشر شده است.
پس از آنکه بهاءالله خود را من یظهره‌الله معرفی کرد، اگر چه اکثریت بابی‌ها به پیروی از او بهائی شدند، عده‌ای از بابیان ردیه‌هایی در مخالفت با او نگاشتند. معروف است که یکی از آنها عزیه خانم، خواهر ناتنی بهاءالله و از طرفداران سرسخت یحیی صبح ازل بود. او در رد ادعای بهاءالله رساله‌ای در جواب نامه عبدالبهاء نگاشت که بعدها در کتابی با عنوان تنبیةالنائمین به همراه ۲ بخش دیگر چاپ شد. محتوای این اثر تقریباً به‌طور کامل ساختگی، و شامل روایت‌های افترا آمیز دربارهٔ زندگی بهاءالله است.
بخش دوم کتاب، پاسخ عزیه خانم نوری به عبدالبهاء، ردیهٔ تندی است بر بهاءالله. عزیه در رد ادعای عبدالبهاء مبنی بر درس‌ناخواندگی بهاءالله با ارائه شواهدی این مورد را رد کرده، و از درس خواندن بهاءالله و مجالست او با علما و عرفا یاد می‌کند.